# Taifa di Talavera de la Reina
La Taifa di Talavera de la Reina era un regno Islamico taifa situato nell'attuale Spagna centrale, che esistette per un breve periodo, dal 1073 al 1080 circa. 

La Taifa di Talavera de la Reina si estendeva nella parte occidentale sino alla attuale Almaraz (Cáceres); al nord sino alla Sierra de Gredos; a est sino al fiume Alberche, all'altopiano di El Casar de Escalona; e al sud sino al fiume Guadiana. La capitale si trovava in un'ansa del fiume Tago.

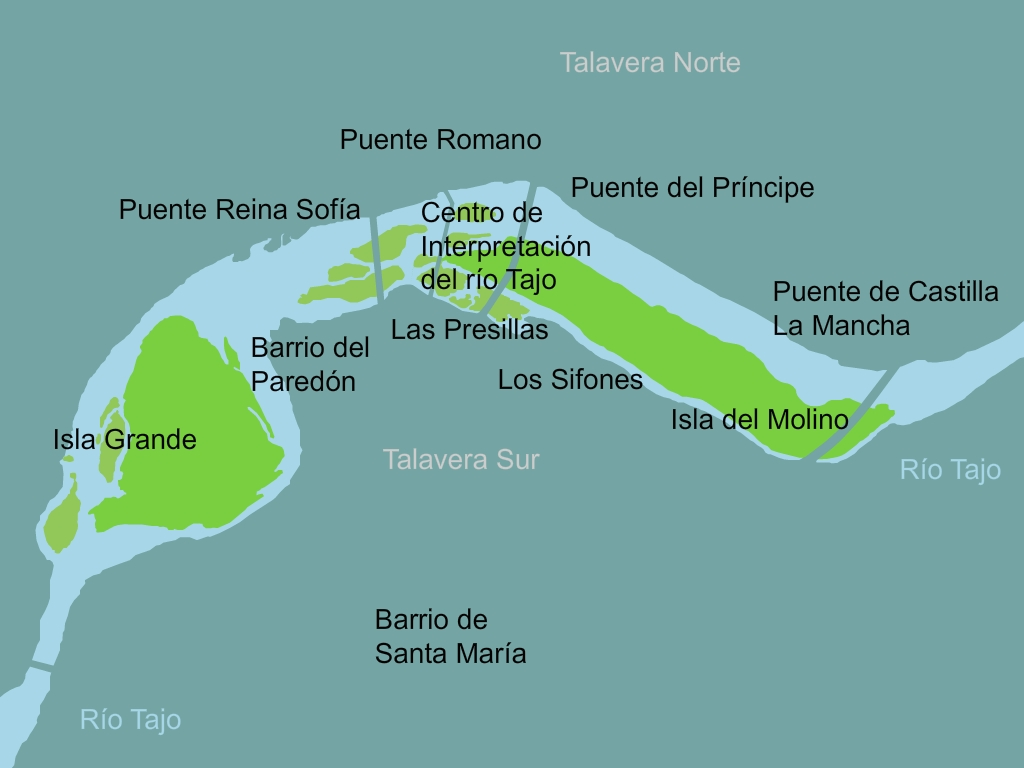
Isole fluviali sul Tago a Talavera de la Reina

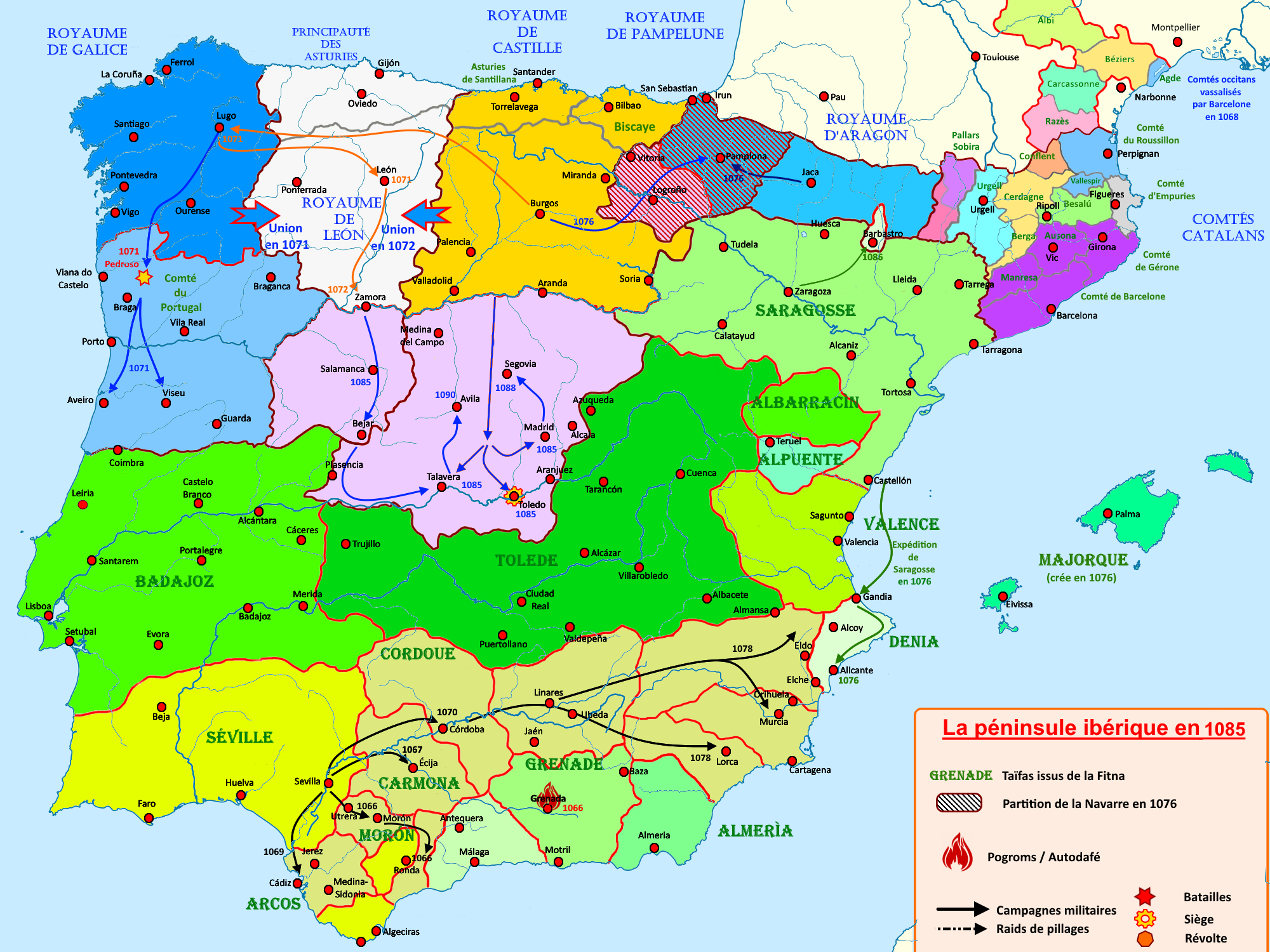
Nel 1085, la Taifa di Toledo inclusa Talavera de la Reina venne in parte conquistata dal re di León Castiglia e Galizia, Alfonso VI

## Storia
Talavera de la Reina, che secondo la Histoire des Almohades / d'Abd el- Wâh'id Merrâkechi, dagli arabi veniva detta T'alabeyra , e la zona circostante facevano parte della Taifa di Toledo, sino a quando, nel 1073 circa, Jazmín Hiaya, discendente da una famiglia del Maghreb si proclamò re della taifa, per un breve periodo di circa sette anni; sulla figura di questo emiro vi è una leggenda, riportata da Miguel Méndez-Cabeza, nel suo Leyendas y curiosidades de la ciudad de Talavera de la Reina:
- La famiglia Hiaya, dedita alla cura del bestiame, in particolare dei cavalli, grazie al suo potere economico ebbe anche leadership politica. Il padre di Jazmín Hiaya, aveva combinato il matrimonio tra suo figlio, ancora bambino, e Aixa Galiana la nipote dell'ultimo re di Toledo, Al Qadir, di quattro anni. I genitori di Aixa, decisero di mandarla ad Avila sotto la protezione della figlia del re Alfonso VI, Doña Urraca e di suo marito Raimondo di Borgogna. Jazmín Hiaya si dimenticò l'impegno matrimoniale e divenuto re di Talavera, continuò a dedicarsi al commercio di cavalli con i cristiani, e, quando, per il suo commercio, si recò ad Avila e incontrò nuovamente Aixa Galiana, che era stata battezzata Urraca, in onore della sorella del re di León e Castiglia ed era moglie di un nobile di nome Nalvillos Blázquez. Quell'incontro infiammò un rapporto d'amore e il re di Talavera ritornò nella taifa con Aixa Galiana che, ritornata alla fede musulmana, lo sposò nell'Alcázar. Venuto a conoscenza di questo avvenimento, Blasquez, legittimo marito di Aixa, che si trovava a combattere ad Ocaña, rientrò ad Avila, radunò trecento soldati e si diresse a Talavera, entrando di sorpresa, saccheggiando la città e arrestando il re Jazmín Hiaya e Aixa Galiana, che furono giustiziati[2].

Dopo la morte di Jazmín Hiaya, la taifa di Talavera tornò alla Taifa di Toledo, finché, pochi anni dopo, nel 1085, le truppe del re Alfonso VI varcarono le mura di Talavera e annessero la città ai domini di Alfonso VI.
All'inizio del secolo XII, verso il 1109, Talavera de la Reina fu conquistata e assoggettata, per un breve periodo al califfato Almoravide, da Ali ibn Yusuf, come riporta il Muslim Spain and Portugal: A Political History of al-Andalus.
Tra il 1195 ed il 1196, il califfo almohade, Abu Yusuf Ya'qub al-Mansur, fece un raid in territorio castigliano razziando e danneggiando diverse città tra cui Talavera de la Reina, come riportano sia il Muslim Spain and Portugal: A Political History of al-Andalus, che la The History Of The Mohammedan Dynasties In Spain Vol II.

### Fonti primarie
- (FR)  Histoire des Almohades / d'Abd el- Wâh'id Merrâkechi
- (EN)  The History Of The Mohammedan Dynasties In Spain Vol II
- (EN)  Muslim Spain and Portugal: A Political History of al-Andalus

### Letteratura storiografica
- La recomquista
- (ES)  Storia di Talavera
- (ES)  Talavera Negra